# Jean-Louis Foulquier
Pour les articles homonymes, voir Foulquier.
Jean-Louis Foulquier, né le 24 juin 1943 à La Rochelle et mort le 10 décembre 2013 à Aigrefeuille-d'Aunis, est un homme de radio, animateur et producteur. Il a consacré une partie importante de sa vie et de ses efforts à la chanson française, sur France Inter et avec les Francofolies, et particulièrement en faveur des nouveaux talents, faisant découvrir de nombreux artistes au grand public.
Parallèlement à sa carrière de radio, il devient occasionnellement acteur au cinéma et à la télévision, dans des rôles secondaires.

## Biographie

### Animateur de radio
En 1966, à 23 ans, Jean-Louis Foulquier débute au micro de la radio France Inter où, après avoir travaillé au standard téléphonique, il anime successivement ces émissions :
- Studio de nuit - Entrée libre (1975-1977)[2] ;
- Saltimbanques (1977) ;
- Le Bain de minuit (1978) à 0 h 5 ;
- Y a d'la chanson dans l'air (1979-1982) avec Carole Pither puis Gilbert Aumond ;
- C'est la nuit (1983) avec Gilbert Aumond, en semaine de 22 heures à 23 heures ;
- Les copains d'abord (1983) avec Gilbert Aumond, le samedi à 14 heures ;
- Pollen, de 1984 à 2008, son émission phare ;
- TTC - Tous Talents Confondus, de 2002 à 2006, quotidienne de cinq minutes à 12 h 40, mettant en lumière un nouveau talent de la musique.

Le 29 août 2008, après près de quarante-trois années de services, il est licencié par France Inter[pourquoi ?],.
- Pollen (1984-2008) a été l'émission phare de Jean-Louis Foulquier jusqu'à la fin de sa carrière radiophonique, pendant laquelle il affichait volontiers sa grande proximité avec certains chanteurs et musiciens. Commencée en 1984 comme une quotidienne d'une heure en soirée, elle a subi peu de transformations durant douze ans, seul son horaire a été modifié, passant de 20 heures à 21 heures.

En 1996, France Inter commence à différencier la grille du vendredi soir des autres jours de semaine et Pollen devient hebdomadaire, avec un créneau de deux heures à 20 h 10. L'horaire passera ensuite à 21 heures et la durée variera entre quatre-vingt-dix minutes et deux heures jusqu'à sa fin en 2008.
Pollen est très souvent enregistrée en public, notamment aux Francofolies dont Jean-Louis Foulquier est le créateur, et en 2004 à la BnF.

### Animateur de télévision
Sur TF1, Jean-Louis Foulquier anime l'émission Découvertes TF1 d'André Blanc où il présente de nouveaux talents de la chanson française, puis, dans les années 1990, une émission de France 3 intitulée Captain Café consacrée à la chanson.

### Théâtre
Jean-Louis Foulquier a également joué au théâtre, en adaptant notamment à l'automne 2009 La Première Gorgée de bière... de Philippe Delerm, spectacle créé à la Coursive à La Rochelle, puis donné au théâtre du Rond-Point et sur plusieurs scènes de province.

### Musique
En 1985, Jean-Louis Foulquier fonde les Francofolies à La Rochelle. Il dirige ce festival de chanson francophone pendant vingt ans avant de passer la main à Gérard Pont (Morgane Production) en décembre 2004
En 1992, il raconte les Contes gitans de l'Achodrom sur un CD Musidisc en collaboration avec Agatha de Co. En 1993, il sort son premier album de chansons, sobrement intitulé « Foulquier » et comprenant la chanson écrite et composée par Allain Leprest et Romain Didier : Tout c'qu'est dégueulasse porte un joli nom.

### Vie privée et mort

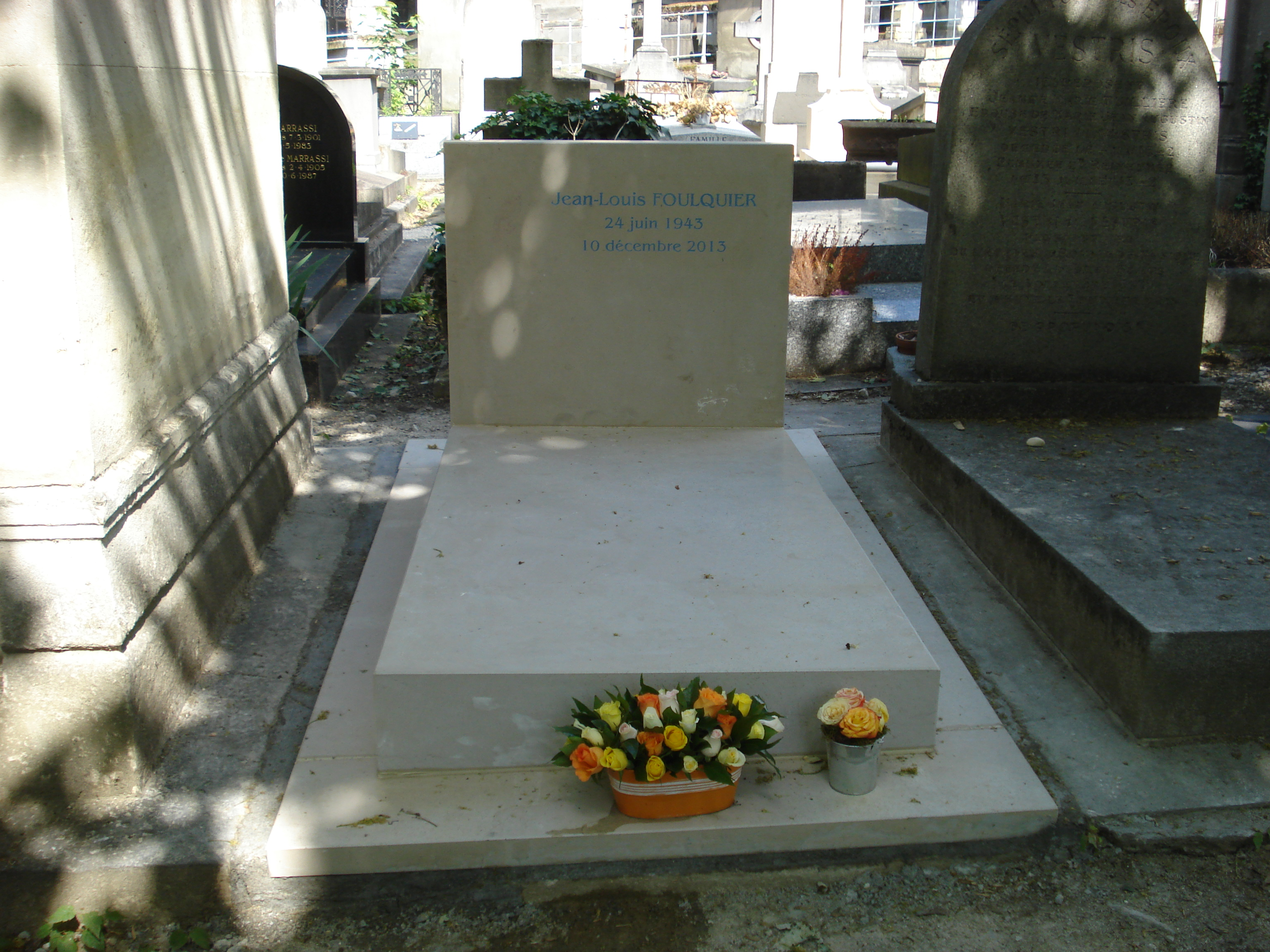
Tombe de Jean-Louis Foulquier au cimetière de Montmartre (division 5).

Jean-Louis Foulquier est le père de deux filles : Ambre (1971), qui sera également animatrice radio sur France Inter, et Aurore (1975).
Il meurt d'un cancer du poumon à Aigrefeuille-d'Aunis le 10 décembre 2013 à l'âge de 70 ans, et est inhumé à Paris au cimetière de Montmartre (division 5), en présence de nombreuses personnalités.

## Filmographie

### Cinéma

#### Longs métrages
- 1982 : Le Démon dans l'île de Francis Leroi
- 1983 : Polar de Jacques Bral
- 1983 : Les Mots pour le dire de José Pinheiro
- 1984 : Les Fauves de Jean-Louis Daniel
- 1984 : Notre histoire de Bertrand Blier
- 1984 : J'ai rencontré le Père Noël de Christian Gion
- 1985 : Rouge Baiser de Véra Belmont
- 1985 : L'Amour ou presque de Patrice Gauthier
- 1986 : Iréna et les ombres d'Alain Robak
- 1987 : Mon bel amour, ma déchirure de José Pinheiro
- 1988 : Sans peur et sans reproche de Gérard Jugnot
- 1988 : Ne réveillez pas un flic qui dort de José Pinheiro
- 1990 : La Fête des pères de Joy Fleury
- 2003 : Ripoux 3 de Claude Zidi
- 2005 : Le Démon de midi de Marie-Pascale Osterrieth
- 2005 : Selon Charlie de Nicole Garcia
- 2007 : Tombé d'une étoile de Xavier Deluc

#### Courts métrages
- 1978 : Petits bateaux dans la tempête de Solange Michoulier
- 1996 : Clueur de Nicolas Bazire
- 2002 : En miettes d'Eve Guillou
- 2002 : Doux et mou de Lucie Duchêne

### Télévision

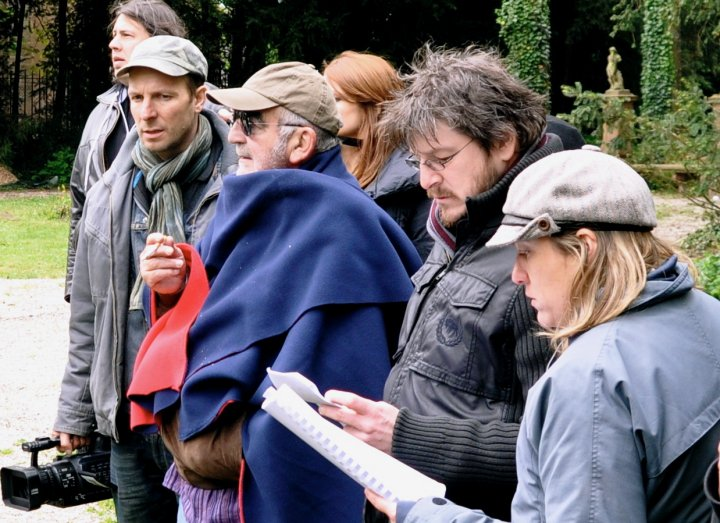
Jean-Louis Foulquier et Podz sur le tournage de Xanadu.

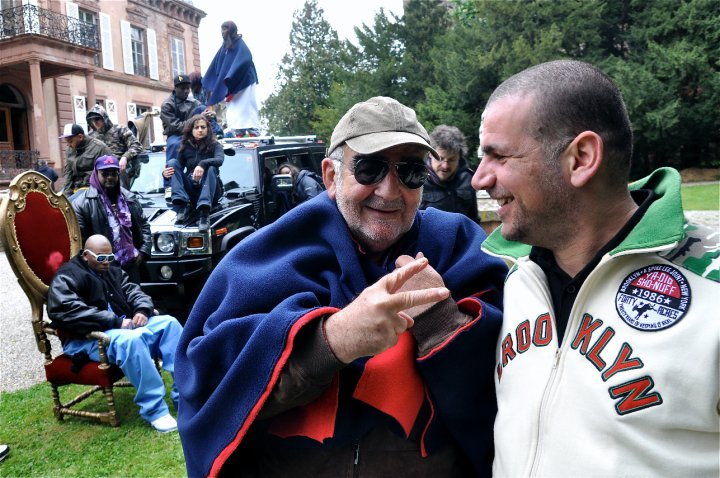
Jean-Louis Foulquier et les comédiens de Xanadu.

- 1980 : Médecins de nuit de Peter Kassovitz, épisode : Un plat cuisiné (série télévisée)
- 1992 : Un démon sur l'épaule
- 1992 : Maigret et les plaisirs de la nuit de José Pinheiro : Fred
- 1993 : Commissaire Moulin (1 épisode)
- 1993 : Madame le Proviseur (1 épisode)
- 1993 : Noces cruelles
- 1998 : Nestor Burma (1 épisode)
- 1999 : Les Bœuf-carottes (1 épisode)
- 1999 : Marie-Tempête
- 2000 : La Petite Absente
- 2000 : Le baptême du boiteux
- 2000 : La part de l'ombre
- 2001 : Navarro (série TV) saison 13 - épisode 5 : Graine de Macadam, réalisé par José Pinheiro : le patron du cabaret Ô Papillon.
- 2002 : Fabio Montale - épisode : Total Kheops (mini-série télévisée) : Mavros
- 2002 : Faux frères, vrais jumeaux
- 2003 : Commissaire Meyer (1 épisode)
- 2003 : Ambre a disparu
- 2004 : Au bout du quai
- 2004 : Penn sardines
- 2004 : Famille d'accueil (1 épisode)
- 2004 : Je serai toujours près de toi
- 2004 : Allons petits enfants
- 2005 : Trois jours en juin
- 2005 : Dolmen (feuilleton)
- 2006 : Du goût et des couleurs
- 2006 : Jeanne Poisson, marquise de Pompadour
- 2006 : David Nolande (feuilleton)
- 2007 : Le Voyageur de la Toussaint
- 2007 : Le Fantôme du lac
- 2007 : Chez Maupassant (1 épisode)
- 2008 : Hold-up à l'italienne
- 2008 : Le Tuteur (1 épisode)
- 2008 : La Reine et le Cardinal
- 2009 : Jusqu'à l'enfer
- 2009 : Le juge est une femme (1 épisode)
- 2011 : Xanadu de Podz et Jean-Philippe Amar
- 2012 : Vive la colo ! de Didier Le Pêcheur / Dominique Ladoge
- 2013 : Vive la colo ! (saison 2) de Stéphane Clavier

### Clips
- 1993 : CD Foulquier, arrangé et réalisé par Philippe Delettrez.
- 2009 : Les Affranchis, chanson d'Alexis HK.

## Publication
- En collaboration avec Didier Varrod, Au large de la nuit, Paris, Éditions Denoël, 1990  (ISBN 2-207-23780-X), 217 pages.